# Saint-Rémy-aux-Bois
Saint-Rémy-aux-Bois é uma comuna francesa na região administrativa de Grande Leste, no departamento de Meurthe-et-Moselle. Estende-se por uma área de 9,76 km². Em 2010 a comuna tinha 66 habitantes (densidade: 6,8 hab./km²).